# Praetaxila cariya
Praetaxila cariya är en fjärilsart som beskrevs av Hans Fruhstorfer 1914. Praetaxila cariya ingår i släktet Praetaxila och familjen Riodinidae. Inga underarter finns listade i Catalogue of Life.